# 295 Theresia
295 Theresia är en asteroid i huvudbältet, som upptäcktes den 17 augusti 1890 av den österrikiske astronomen Johann Palisa. Varför den namngavs till Theresia är inte känt.
Theresias senaste periheliepassage skedde den 21 juni 2022. Dess rotationstid har beräknats till 10,73 timmar.